# Psephiocera marginata
Psephiocera marginata är en tvåvingeart som beskrevs av James 1967. Psephiocera marginata ingår i släktet Psephiocera och familjen vapenflugor.
Artens utbredningsområde är Dominica. Inga underarter finns listade i Catalogue of Life.